# Velcro
Pour les articles homonymes, voir Scratch.
Velcro Companies est une entreprise qui fabrique une gamme de systèmes de fixations par fermeture autoagrippante sous la marque « Velcro ».

## Histoire
Le système de fixation crochets et boucles textile a été inventé par sérendipité en 1948 par l'ingénieur électricien suisse George de Mestral. Le Velcro est un des exemples de bionique pour montrer que le modèle d'invention peut venir de la nature vivante.
En 1941, au retour d'une partie de chasse dans le Jura, il doit enlever quantité de fruits de bardane accrochés à ses vêtements et dans les poils de son chien. Observant le fruit au microscope, il constate que les épines du fruit sont terminées par des crochets déformables. Ces crochets se prennent dans les poils et les tissus à boucle et reviennent à leur forme initiale une fois arrachés d'un support. Cela lui donne l'idée de créer un type de fermeture rapide pour vêtement.
Sur une bande de tissu, il implante des crochets déformables et sur une autre des boucles de fil. Appliquées l'une contre l'autre, les crochets se prennent dans les boucles et fixent ensemble les deux bandes. Conçu à l'origine en coton, le système s'avère insatisfaisant. Après plusieurs années de développement avec un professeur de l'ITF de Lyon, le nylon et le polyester remplacent le coton.
Par apocope des mots « velours » et « crochet », il nomme son invention Velcro et dépose des brevets à partir du début des années 1950 (dépôt de la marque en 1952). Après la mise au point de la production industrielle, Mestral accorde des licences de production à des industriels dans divers pays.

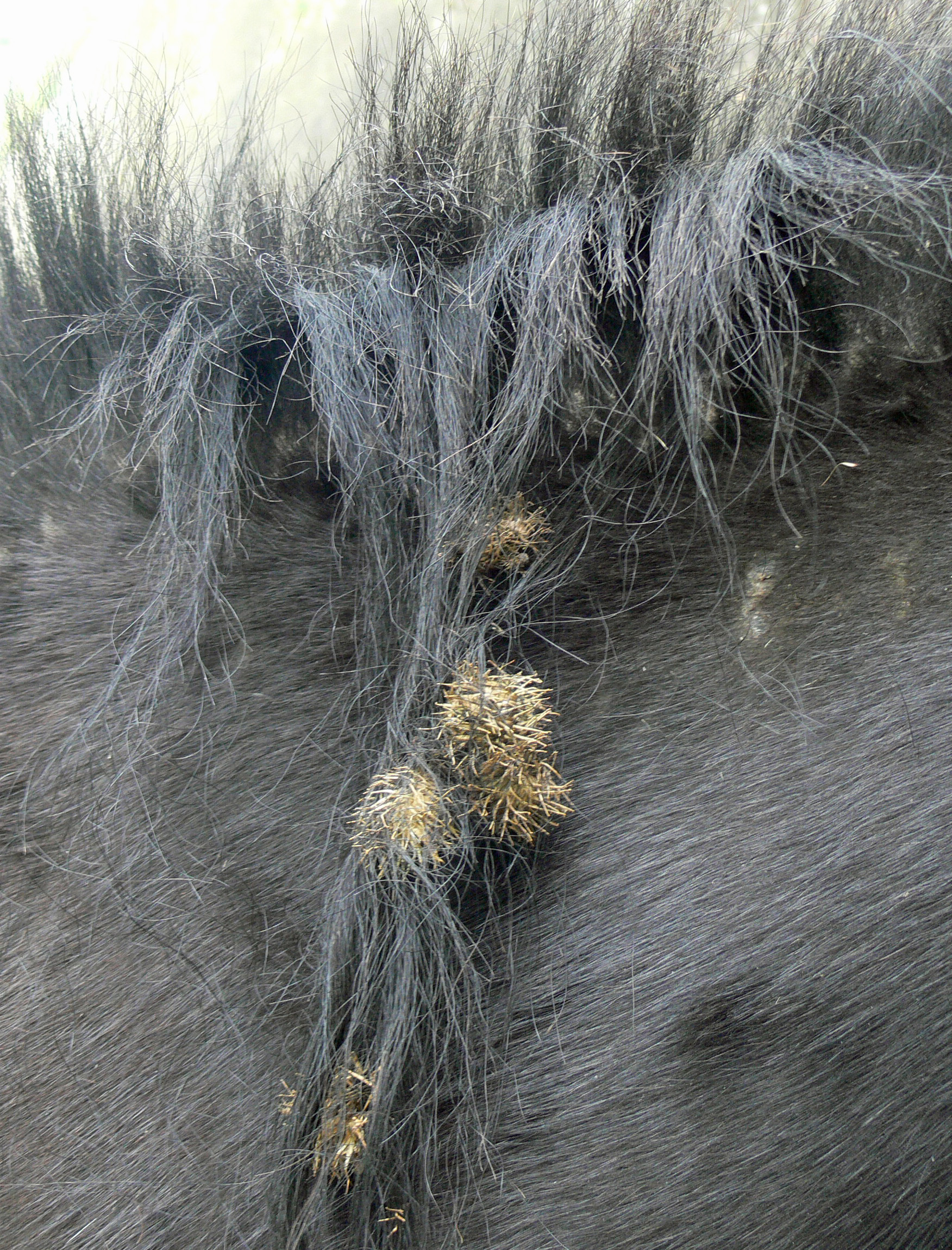
Graines de bardane transportées sur la fourrure d'un poney (zoochorie).
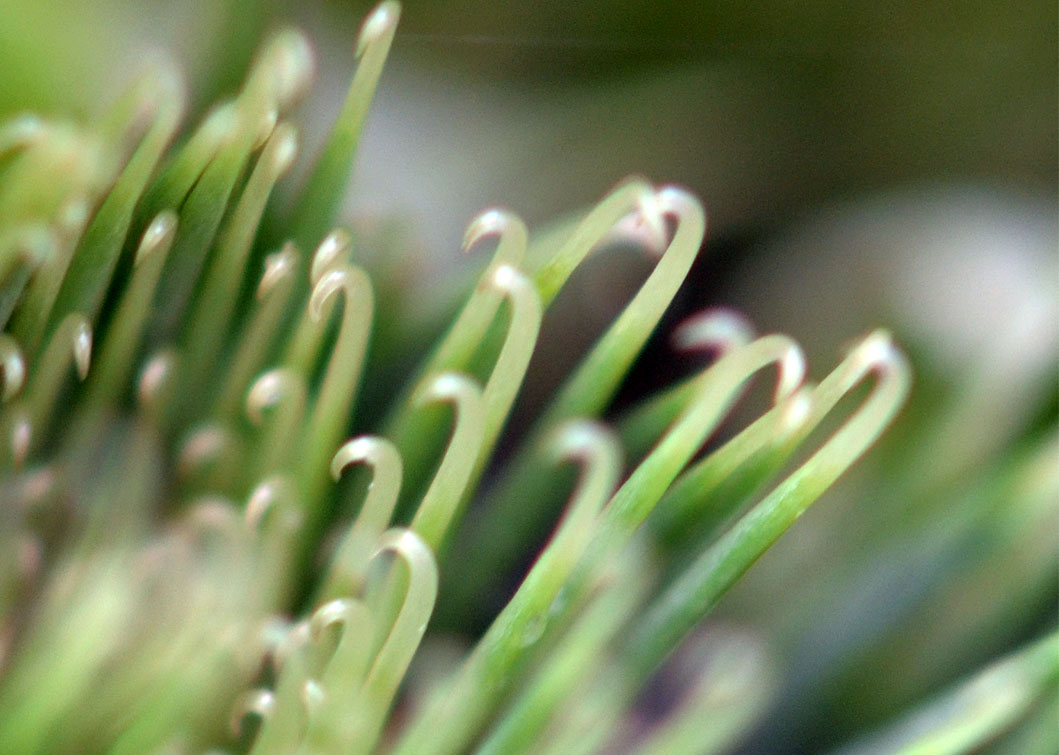
Crochets de bractées en formation, à l'origine de l'invention du Velcro.
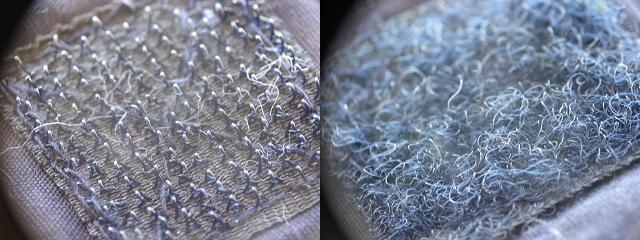
Crochets (à gauche) et boucles d'un Velcro.

## Brevets et marques
« VELCRO » est une marque enregistrée au nom de Velcro BVBA.
Le brevet d'origine du système crochets et boucles textile, dont l'exploitation avait été concédée à plusieurs sociétés à travers le monde, a expiré en 1978. Velcro Companies a diversifié l'implantation de sa technologie dans divers domaines industriels et commerciaux, nouvelles utilisations qu'elle a pu protéger par de nouveaux droits de propriété intellectuelles.
La société a protégé son nom par le biais d’enregistrements de marque sur ses principaux marchés, que ce soit au niveau national (comme aux États-Unis auprès de l’USPTO), international (EUIPO pour l’Union européenne) ou mondial (par le biais du système de Madrid géré par l’OMPI).

## Produits
Velcro Companies fournit des solutions de fermeture à un large éventail d’industries, incluant les produits de grande consommation, le transport, les produits de soins personnels, l’armée, les produits d’emballage, la construction, le secteur textile, l’agriculture, etc.,.
Contrairement à la croyance populaire, il n'existe pas de nomenclature officielle des différentes parties du produit. Bien que les noms historiques soient Velcro boucle et crochet, il est accepté d'employer les termes mâle et femelle.

## Dans la culture populaire
Parfois appelé scratch dans le langage familier (onomatopée du bruit fait par la séparation de la fixation), le système est composé de deux bandes de textile recouvertes chacune d'une texture différente permettant, lorsqu'on les met en contact, d'obtenir une liaison amovible,.
En 1968, les systèmes de fixation Velcro sont utilisés dans les combinaisons, les sacs de collecte d'échantillons et les véhicules lunaires embarqués du programme Apollo pour aller sur la Lune par Neil Armstrong et Buzz Aldrin.
Dans l’univers fictionnel de Star Trek, le Velcro a été inventé par les Vulcains. Dans l’épisode « Carbon Creek » (petite ville minière de Pennsylvanie aux États-Unis) de Star Trek: Enterprise, un échantillon de « Velcro » est prélevé sur un vaisseau vulcain et donné à un expert en brevet pour lever des fonds et financer les études universitaires d’adolescents. L’un des membres d’équipage vulcain dans cet épisode se nomme également Mestral.
« Velcro » a gagné en popularité et a élargi son champ d’application quand en 1984, dans le cadre d’une entrevue entre l'animateur David Letterman et le directeur des ventes industrielles de Velcro Corp. USA, l'animateur vêtu d’un costume en « Velcro » a sauté d’un trampoline contre un mur et est resté ainsi suspendu contre celui-ci.
Créé au Danemark, le bumball est un jeu collectif qui consiste à intercepter avec sa poitrine ou ses reins, un ballon en mousse recouvert de velcro, lancé par un partenaire. À cet effet, chaque joueur dispose d’une vareuse avec un carré velcro de 20 × 20 cm sur la poitrine, et d’une ceinture avec un velcro de 15 × 15 cm sur les reins. L'équipe marque un point pour une réception sur la poitrine et trois points pour une réception sur les reins.
En 1985, sur l'album Afterburner, ZZ Top y fait référence dans la chanson Velcro Fly.
En 1988, « Velcro » a été mentionné dans la bande dessinée Charlie Brown. Dans la bande dessinée Sally du 21 mars, le personnage principal amène une poupée aux mains jointes en geste de prière à l’école pour des séances de démonstration pratique. Les mains de la poupée sont maintenues ensemble par une bande auto-agrippante « Velcro », ce qui pose la question de savoir si « Velcro » n’aurait pas déjà été mentionné dans le Nouveau Testament.
En 1992, Velcro est aussi mentionné dans l’épisode Le Porte-Monnaie du téléroman Seinfeld, au cours duquel le père de Jerry, Morty Seinfeld, déclare qu’il déteste le « Velcro ».
2016 : à l'occasion d'un poisson d'avril, Lexus lance des sièges intégrant la technologie V-LCRO (« Variable Load Coupling Rear Orientation »), qui maintient efficacement le conducteur en place grâce à un système adhésif Velcro permettant une conduite plus agressive.